# 2014 TB86
2014 TB86 est un objet transneptunien de magnitude absolue 6,63 faisant probablement partie des cubewanos.
Son diamètre est estimé à 220 km ce qui pourrait le qualifier comme un candidat au statut de planète naine.